# Antoni Xaus Compte
Antoni Xaus Compte (Barcelona, 1932-2013) fou un pintor abstracte. Es formà a Barcelona a l'Escola de la Llotja i a París. Durant molts anys desenvolupà la seva activitat creativa en el seu taller de Sant Pere de Ribes i les seves obres s'han considerat peces brillants i de les més transgressores de la pintura catalana dels darrers anys del segle xx. Ha exposat arreu del món: a Espanya, Xile, Estats Units…i les seves obres es troben a diferents museus: al MACBA, al Museu Reina Sofía, a la Biblioteca Museu Víctor Balaguer entre d'altres. Una de les seves obres més importants és la performance que va realitzar a l'Hotel Estela de Sitges, tancant-se en una habitació per pintar-la sencera.